# Pirovalerone
Pirovalerone (Centroton, 4-metil-β-cheto-prolintane, Thymergix, O-2371), con formula di struttura C16H23NO, è un farmaco psicoattivo con effetti stimolanti che agisce come un inibitore di noradrenalina-ricaptazione della dopamina (NDRI), e viene utilizzato per il trattamento clinico di stanchezza cronica o letargia.
È stato sviluppato alla fine degli anni '60 e da allora è stato utilizzato in Francia e in molti altri paesi europei, e sebbene il farmaco sia tuttora prescritto, viene usato raramente a causa di problemi di abuso dello stesso e della dipendenza che crea.
È strettamente connessa a livello strutturale ad un certo numero di altri stimolanti, come MDPV e prolintane (Promotil, Katovit).
Gli effetti collaterali del pirovalerone includono anoressia o perdita di appetito, ansia, sonno frammentato o insonnia, tremori, scosse o tremori muscolari. La sospensione della somministrazione del farmaco causata da abuso o sovradosaggio spesso provoca depressione. La R-enantiomero di pirovalerone è privo di attività.